# Partito della Ricostruzione dell'Ordine Nazionale
Il Partito della Ricostruzione dell'Ordine Nazionale (in portoghese: Partido da Reedificação da Ordem Nacional, PRONA) è stato un partito nazional-conservatore brasiliano.
Il PRONA venne fondato nel 1990 dal medico Enéas Carneiro. Si caratterizzò per il sostegno al programma di nuclearizzazione del Brasile e per una marcata opposizione al processo di globalizzazione.